# Dichocera robusta
Dichocera robusta är en tvåvingeart som beskrevs av Brooks 1945. Dichocera robusta ingår i släktet Dichocera och familjen parasitflugor. Inga underarter finns listade i Catalogue of Life.